# Centar (Sarajevo)
Pour les articles homonymes, voir Centar.

Localisation de la municipalité de Centar Sarajevo en Bosnie-Herzégovine

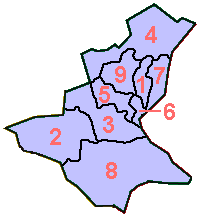
Canton de Sarajevo - "Centar" correspond au no 1.

Centar (en cryillique : Центар) est une municipalité de Bosnie-Herzégovine située dans le canton de Sarajevo et dans la fédération de Bosnie-et-Herzégovine. Selon les premiers résultats du recensement bosnien de 2013, elle compte 12 083 habitants.
La municipalité de Centar est le centre administratif, commercial et culturel de la ville de Sarajevo. On y trouve de nombreux complexes olympiques, comme le City Hall Skenderija (en), et des installations sportives comme celles du Kosevo stadium et du Olympic Hall Zetra (en).

## Localisation
Centar est situé parmi les parties les plus anciennes de la ville, dans la municipalité de Stari Grad, et les quartiers plus modernes de Novi Grad et Novo Sarajevo.
Le canton de Sarajevo se compose des subdivisions suivantes (voir cartes) :
- Ville de Sarajevo (1, 5, 6, 7)
  - Centar (59 238 habitants, code 1),
  - Novi Grad (124.471, 5),
  - Novo Sarajevo (68.802, 6),
  - Stari Grad (38.911, 7),
- Hadžići (24.979, 2) et ses 62 localités,
- Ilidža (71.892, 3) dont une partie de Sarajevo et 11 autres localités « péri-urbaines »,
- Ilijaš (20.504, 4) et ses 74 localités,
- Trnovo (1.830, 8) et ses 55 localités,
- Vogošća (27.816, 9) et ses 21 localités.

## Localités
En 1991, la municipalité de Centar comptait 6 localités, dont 5 réputées extra-urbaines :
- Mrkovići
- Nahorevo
- Poljine
- Radava
- Sarajevo (en partie)
- Vića

## Communautés et quartiers

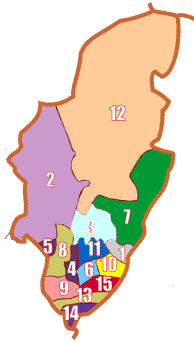
Carte des communautés et quartiers de Sarajevo Centar

Les parties urbaines de « Centar » (Sarajevo) sont :
1. Bardakčije (bs) : Mess des officiers à Sarajevo, parcs (Barice, Panjina kula, Sedrenik Rogina),
2. Betanija (bs) - Šip : Golf igralište Betanija, parc Betanija-Bare,
3. Breka - Koševo II,
4. Ciglane - Gorica, tunnel, téléphérique,
5. Donji Velešići (bs),
6. Džidžikovac - Koševo I,
7. Hrastovi - Mrkovići,
8. Koševsko Brdo, Koševo (bs), au nord de la rue Maréchal Tito : parc Visnjik, cimetière, marché, marché aux puces,
9. Marijin Dvor (bs) - Crni Vrh : important patrimoine de la période austro-hongroise de la colonie et du palais Marijirin (August Braun, et rue Augusta Braun), et désormais de nombreuses constructions modernes : gare, musée national, Holliday Inn, ambassade américaine, Sarajevo City Center (SCC), Alta, Unitic (Momo et Uzeir)...
10. Mejtaš (en) - Bjelave, près de la « Flamme éternelle », entre la rue Mehmed Pacha Sokolovic et la rue Mehmed Spaha,
11. MZ Park - Višnjik (en), « Veliki Park »,
12. Nahorevo - Pionirska dolina (en) (zoo de Sarajevo),
13. Skenderija - Podtekija, dont l'ancienne piscine olympique (détruite, reconstruite, effondrée, centre commercial (dépassé), et Collegium Artisticum), Dom Mladih (en) (Maison de la Jeunesse, salles de spectacle), casino, ambassades, musée des Illusions...
14. Soukbunar,
15. Trg Oslobođenja.

## Démographie

### Évolution historique de la population dans la municipalité
| 1961 | 1971    | 1981   | 1991   | 2013   |
| ---- | ------- | ------ | ------ | ------ |
| -    | 126 598 | 72 762 | 79 286 | 59 238 |

### Répartition de la population par nationalités dans la municipalité (1991)
En 1991, sur un total de 79 286 habitants, la population se répartissait de la manière suivante :

## Politique
À la suite des élections locales de 2012, les 31 sièges de l'assemblée municipale se répartissaient de la manière suivante :
| Parti                                                                  | Sièges |
| ---------------------------------------------------------------------- | ------ |
| Parti social-démocrate (SDP)                                           | 9      |
| Parti d'action démocratique (SDA)                                      | 8      |
| Union pour un meilleur avenir de la Bosnie-Herzégovine (SBB BiH)       | 4      |
| Notre parti (NS)                                                       | 3      |
| Union sociale-démocrate de Bosnie-Herzégovine (SDU BiH)                | 3      |
| Parti pour la Bosnie-Herzégovine (SBiH)                                | 2      |
| Parti des retraités et des pensionnés de Bosnie-Herzégovine (SP-U BiH) | 2      |

Dževad Bećirević, membre du Parti social-démocrate (SDP), a été réélu maire de la municipalité.